# Mahmud al-Muntasir
Mahmud al-Muntassar (8 de agosto de 1903-28 de septiembre de 1970) fue un político libio. Fue Primer ministro de Libia entre diciembre de 1951 y febrero de 1954 en un primer periodo, y entre enero de 1964 y marzo de 1965 en un segundo periodo.
Mahmud al-Muntasir era un descendiente de la familia al-Muntasir, una conocida familia anterior de Misrata, a quien su antepasado pertenecía a la tribu Kuwafi de Misrata.